# Adriaan Paulen

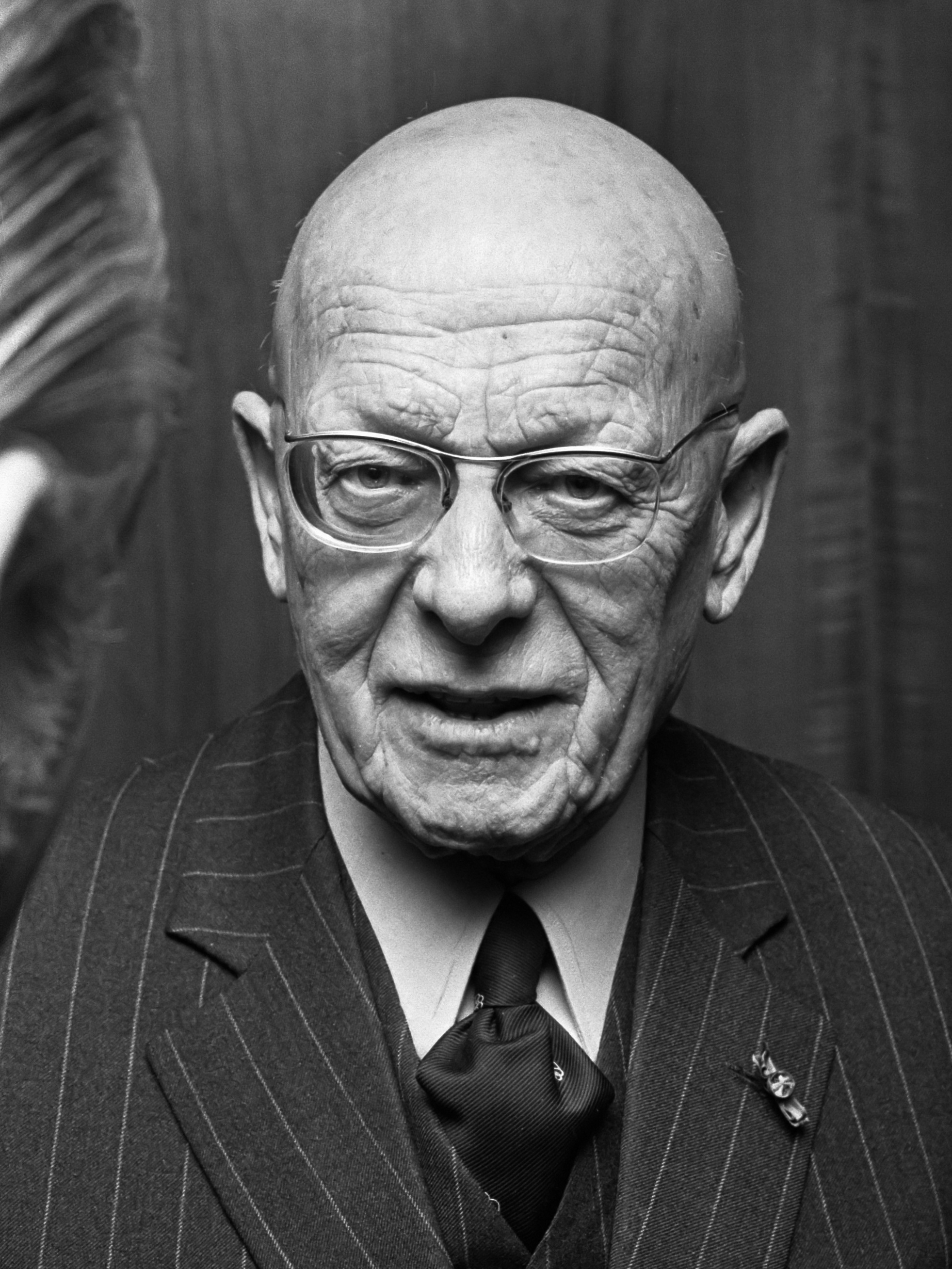
Adje Paulen (1976)

Adriaan „Adje“ Paulen (* 12. Oktober 1902 in Haarlem; † 9. Mai 1985 in Den Haag) war ein niederländischer Leichtathlet, Olympiateilnehmer und Sportfunktionär. Von 1976 bis 1981 war er Präsident des Weltleichtathletikverbandes (IAAF).

## Biographie

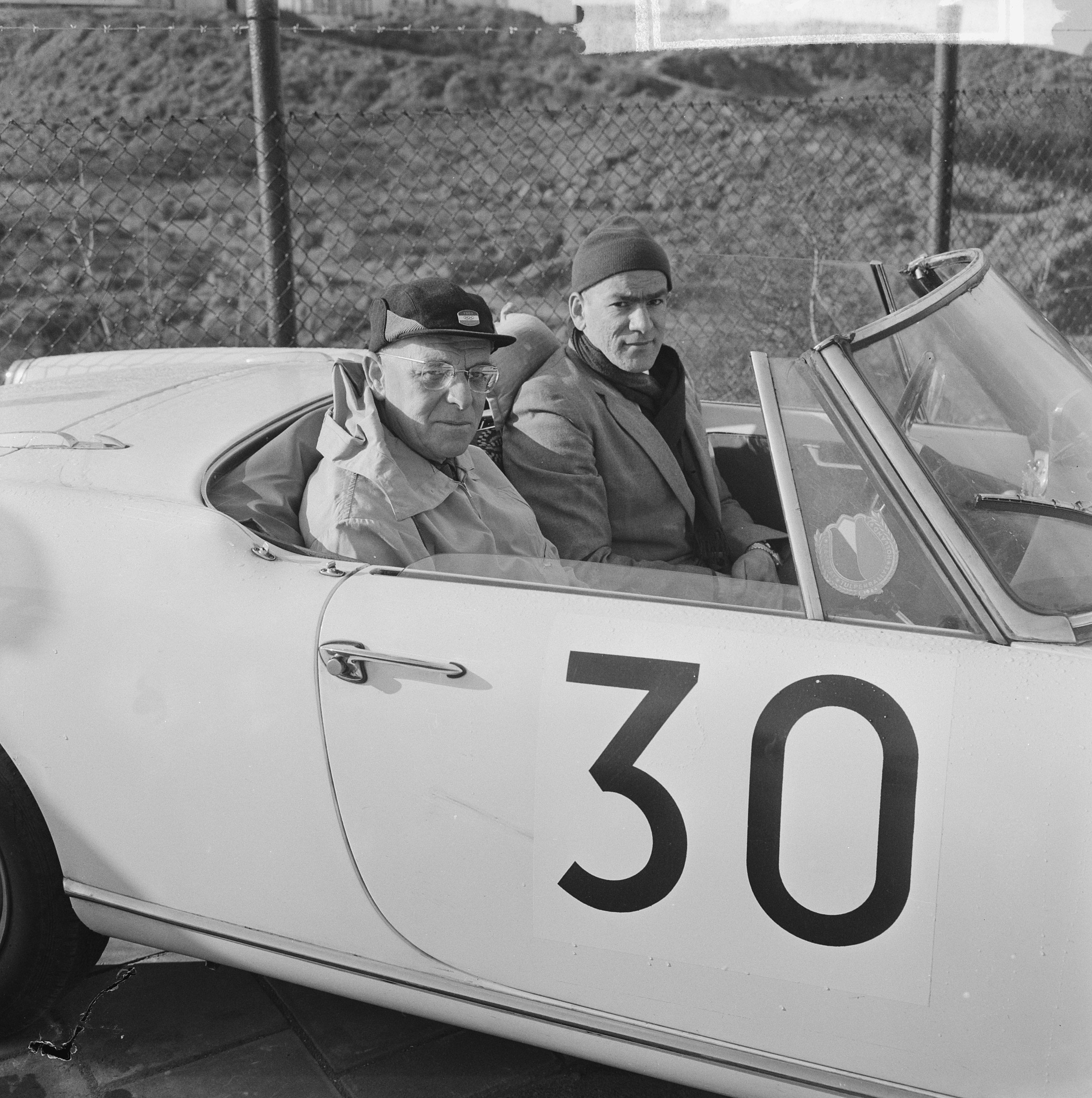
Paulen als Autorennfahrer bei der Tulpenrallye (1964)

### Sportliche Laufbahn
Der Vater von Adje Paulen war Leiter einer Mulo-Schule (Sekundarstufe) sowie Sekretär des dortigen Fußballklubs. Adje Paulen begann seine Sportlaufbahn als Fußballspieler. Mit 18 Jahren musste er mit diesem Sport nach einer Knieoperation aufhören, konnte aber auf Leichtathletik umsatteln. Er startete bei den Olympischen Spielen 1920 in Antwerpen; mit 17 Jahren war er das jüngste Mitglied in der Mannschaft. Er erreichte als erster niederländischer Leichtathlet ein olympisches Finale und wurde mit niederländischem Rekord (1:56,3 Minuten) Siebter über 800 Meter. Er startete ebenfalls bei den Olympischen Spielen 1924 in Paris und 1928 in Amsterdam, ohne jedoch die Finals zu erreichen.
Vier Jahre später, kurz nach den Spielen in Paris, stellte Paulen bei den Bislett Games in Oslo einen inoffiziellen Weltrekord über 500 Meter auf. Insgesamt wurde er sechs Mal nationaler Meister (viermal 400 m, zweimal 800 m). 1925 schlug er in einem Lauf die weltbesten 600-Yards-Läufer.
Trotz seiner Erfolge blieb Sport für Paulen ein Hobby. Nach Beendigung seines Studiums des Bergbauwesens an der Universität Delft im Jahre 1929 hörte er mit dem Sport auf und begann seine berufliche Karriere in der Staatsmijn Maurits in Geleen. Er betätigte sich aber als Motorsportler. 1926 nahm Paulen an den TT-Rennen in Assen teil, acht Mal fuhr er die Rallye Monte Carlo (7. Platz 1938) und sechs Mal die Tulpenrallye. Mit seinem Motorrad fuhr er auch zu Leichtathletikwettbewerben, die er als Zuschauer besuchte.

### Im Widerstand und als Funktionär
Während der Besatzung der Niederlande war Paulen im Widerstand aktiv. Im Mai 1943 wurde er verhaftet, weil er sich weigerte, die Namen von Männern zu nennen, die an Minenstreiks beteiligt gewesen waren. Nach Verhören wurde er im Geisellager Beekvliet in Sint-Michielsgestel inhaftiert, aus dem er am 13. Juli 1943 entlassen wurde. Im September 1944 diente er in Limburg US-amerikanischen Truppen als Führer. Dafür wurde er nach dem Krieg zum Ritter des Militär-Wilhelms-Ordens ernannt und mit der Medal of Freedom ausgezeichnet.
Seine Funktionärslaufbahn begann Adje Paulen als Wettkampfrichter. Von 1944 bis 1964 war Paulen Präsident des niederländischen Leichtathletikverbandes, von 1969 bis 1976 Präsident des Europäischen Leichtathletikverbandes. Anschließend war er fünf Jahre lang Präsident des Weltverbandes IAAF und setzte sich als solcher für die Einführung von Leichtathletik-Weltmeisterschaften ein, die 1983 erstmals ausgetragen wurden. Paulen war auch Vorstandsmitglied (1965–1971) des niederländischen NOC.
Nach Paulens Tod wurde seine Rolle in der sogenannten Affäre Foekje Dillema (1926–2007) bekannt: 1949, ein Jahr nach den Olympischen Spielen in London, wurde Dillema eine starke Konkurrentin der vierfachen Olympiasiegerin Fanny Blankers-Koen. Im Juli 1950 wurde Dillema vom niederländischen Leichtathletikverband KNAU zu einem Geschlechtstest vorgeladen. Nach Angaben der KNAU ergab dieser Test, dass sie keine Frau war, weshalb sie suspendiert wurde. Auch ihr nationaler Rekord über 200 Meter (24,1 Sekunden) wurde gestrichen. Dillema beendete daraufhin ihre Sportkarriere. Es wurde vermutet, dass eine Intrige, an der auch Paulen beteiligt war, zu Dillemas Suspendierung geführt habe, um sie als Konkurrentin für Blankers-Koen auszuschalten.
Paulen hegte eine enge Beziehung zu dem Präsidenten des DDR-Sportverbandes DTSB. Er akzeptierte den menschenverachtenden DDR-Dopingkurs und ihres ersten Sportfunktionärs Ewald: Er verstand Kontrolltätigkeit „im Trainingsprozess“ als „Einmischung in die souveränen Rechte der nationalen Verbände und der einzelnen Staaten“. Dadurch stützte er das DDR-Staatsdoping, anstatt durch Internationalisierung der Kontrollen dagegen zu kämpfen.
Bei einem IAAF-Treffen in Frankreich im Jahre 1985 brach sich Paulen die Hüfte und starb an Komplikationen bei einer Operation.